# أومير أدام
أومير أدام أو عمر آدم (بالعبرية: עומר אדם) (بالأحرف اللاتينية Omer Adam) وُلِدَ في مشمار هشفعا، إسرائيل في 22 أكتوبر 1993 هو مغني إسرائيلي من المُطربين الذين ينتمون إلى تيّار الموسيقى اليهودية الشرقية. شارك عام 2009 ، في الموسم السابع من نجم يولد (بالعبرية: כוכב נולד)، برنامج آيدول شعبي يعرض في إسرائيل، ولكن لم يؤهل بسبب الجدل حول العمر الحقيقي له عندما تقدّم بالطلب. على الرغم من هذا، واصل أومير أدام مسيرته ليصدر أول ألبوم له «أذوب فيك» (بالعبرية: נמס ממך) في 2010.

## حياته وعائلته
وُلد في الولايات المتّحدة الأمريكيَّة، وعندما بلغ الثّالثة من عمره انتقلت عائلته للسّكن في مشمار هشبعا حتّى عام 2017. والده ينيف آدم من يهود القفقاس، وأمّه من اليهود الأشكناز. كان والده عقيدًا في الجيش الإسرائيلي، ونائبًا لقائد وحدة «شَلداغ» (إحدى وحدات كوماندو سلاح الجوّ الإسرائيلي، وتُعرَف برقمها 5101) ونائبًا لكتيبة المظليّين رقم 202. أشغل العديد من أفراد عائلته مناصب في الجيش الإسرائيلي. أمّا أومير أدام فقد كان جُنديًا في فيلق العتاد.

## ألبوماته
- أذوب فيك (بالعبرية: נמס ממך) 2010
- ولدٌ جيّد، ولد سيّء (بالعبرية: ילד טוב ילד רע) 2012
- الموسيقى والهدوء (بالعبرية: מוזיקה ושקט) 2013
- أنا أعترف (بالعبرية: מודה אני) 2014